# Cruz Hanseática

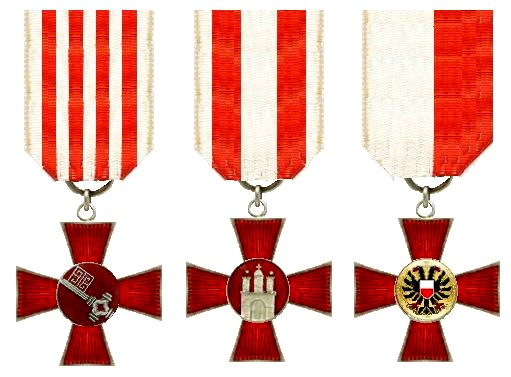
Las tres Cruces Hanseáticas: Bremen, Hamburgo y Lübeck.

La Cruz Hanseática (en alemán Hanseatenkreuz) fue una condecoración de las tres ciudades-estado hanseáticas de Bremen, Hamburgo y Lübeck, que eran miembros del Imperio alemán durante la Primera Guerra Mundial. Cada república estableció su propia versión de la cruz, pero el diseño y los criterios de condecoración eran similares en cada una de ellas.

## Establecimiento y criterios
La Cruz Hanseática fue instituida conjuntamente por acuerdo de los senados de las tres ciudades, que ratificaron la condecoración en días diferentes. La versión de Lübeck fue la primera establecida, el 21 de agosto de 1915. La versión de Hamburgo fue ratificada el 10 de septiembre y la versión de Bremen el 14 de septiembre. La cruz era concedida al mérito en la guerra, y podía ser concedida a civiles así como a personal militar. Cuando era concedida por su valentía y mérito en el combate, era el equivalente de las tres ciudades a la Cruz de Hierro prusiana.

## Descripción
La Cruz Hanseática solo existía en una clase, una cruz con una cinta en el lado izquierdo del pecho. Era un cruz pattée de plata esmaltada en rojo que soportaba las armas de la ciudad-estado pertinente en el centro del medallón. El reverso era idéntico para todas las tres versiones y el centro del medallón llevaba la frase "Für Verdienst im Kriege" ("por el mérito en la guerra") y la fecha "1914".

## Destinatarios
Hubo aproximadamente 50.000 condecorados con la Cruz Hanseática de Hamburgo, la mayor de las tres ciudades hanseáticas. La Cruz Hanseática de Bremen fue concedida aproximadamente 20.000 veces. Lübeck era la más pequeña de las tres ciudades hanseáticas, y su Cruz Hanseática fue concedida aproximadamente entre 8.000-10.000 veces. 